# Aerograf

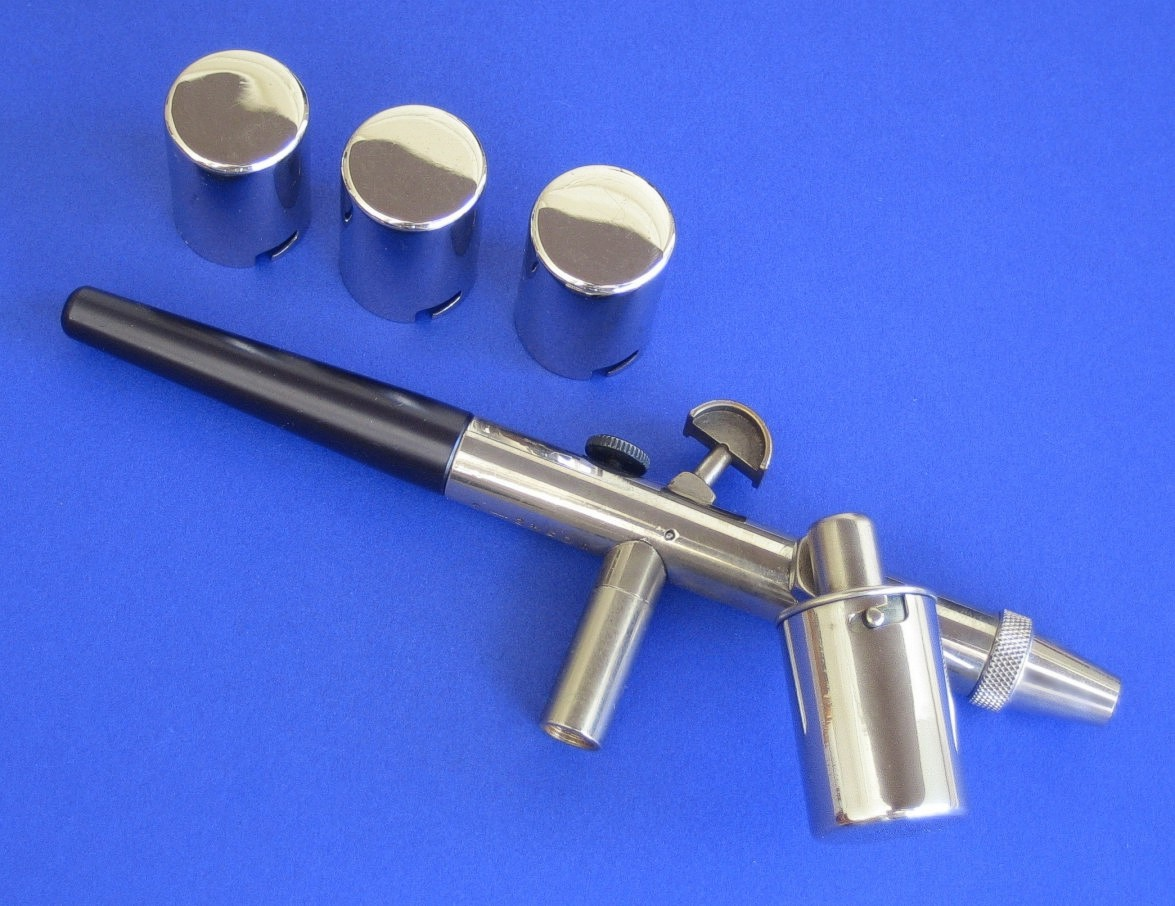
Aerograf – miniaturowy „pistolet” do malowania precyzyjnego

Aerograf – miniaturowy „pistolet” do malowania precyzyjnego używany w technice malarskiej airbrush. Ręczne narzędzie niewielkich rozmiarów, służące do malowania metodą rozpylania farby przez strumień powietrza. Ślad farby charakteryzuje się równomiernym kryciem z rozmytymi brzegami.

## Technika airbrush
Techniką airbrush malować można swobodnie, nanosząc farbę bezpośrednio na pokrywaną powierzchnię, lub poprzez odpowiednie szablony. Aerograf służy zarówno do malowania powierzchni płaskich, jak i brył. Dlatego chętnie jest wykorzystywany do zdobienia części karoserii pojazdów, kasków lub makiet-obiektów reklamowych i scenograficznych. W zależności od umiejętności użytkownika aerograf umożliwia malowanie precyzyjne. Stosowany jest w pracach retuszerskich, konserwatorskich, modelarskich, rzemieślniczym zdobieniu przedmiotów, a także jako uzupełniające lub samodzielne narzędzie w malarstwie artystycznym, sztalugowym i ściennym. Niektóre konstrukcje aerografu umożliwiają wymianę na inny rozmiar dyszy, kapy i iglicy. Czyni się to głównie w celach serwisowych, gdyż użytkownicy pracują kilkoma aerografami o różnych rozmiarach dyszy jednocześnie. Najmniejszą dyszą aerografu jest rozmiar 0,15 mm. Posiadają je aerografy retuszerskie z pojemnikiem na farbę ulokowanym w korpusie aerografu. Natomiast najpopularniejszym rozmiarem dyszy jest 0,25 mm z zintegrowanym pojemnikiem na farbę wystającym ponad korpus aerografu. Największe, spotykane dysze aerografu to rozmiar 0,30 mm i 0,35 mm z dokręcanym od spodu lub z boku, dużym pojemnikiem na farbę. Dysze o rozmiarach większych niż 0,35 mm posiadają pistolety dekoracyjne, lakiernicze i nie nazywamy ich już aerografami.
Charakterystyczną cechą malowania aerografem jest miękkie mieszanie się kolorów i ich odcieni na malowanej powierzchni. Chcąc uzyskać na przykład barwę szarą można zastosować farbę czarną położoną w odpowiedniej ilości na białe tło. Czynność taką umożliwia dwufunkcyjny spust farby i powietrza, których proporcje i odpowiednie dozowanie jest sednem używania aerografu. Technika ta przypomina trochę malarstwo laserunkowe.
Airbrush chętnie stosowany jest we współczesnym malarstwie hiperrealistycznym. Przykładem znanych malarzy współczesnych używających aerografu w swoich hiperrealistycznych pracach są japoński Hajime Sorayama lub Graham Reynolds z Wielkiej Brytanii.
Właśnie ze względu na hiperrealistyczną jakość tworzonych za pomocą aerografu prac, techniki tej często używało się przy ilustracjach technicznych, przekrojach, rzutach architektonicznych lub skomplikowanych mechanizmów. Współcześnie tego typu grafiki realizuje się w programach komputerowych, a aerograf pozostawiono artystom i hobbystom.

## Historia
Już w epoce kamiennej np. w słynnych jaskiniach Lascaux (Francja) odkryto malowidła ścienne, które w znacznej części były wykonywane techniką podobną do airbrush. Nabierano do ust pigment roślinny i wydmuchiwano go w sposób kontrolowany przez słomkę lub inną łodygę roślinną o budowie rurkowej. Jednak współczesny airbrush miał swój początek zaledwie sto lat temu w Ameryce. Do dzisiaj wielu amerykańkich pasjonatów zajmuje się historią aerografu. W 1879 roku, znany wynalazca, syn zamożnej rodziny jubilerów Abner Peeler wynalazł urządzenie wypuszczające rzadką farbę za pomocą ciśnienia powietrza i nazwał je “Dozownik Malarski”. Sprzedawał je jako ręcznie powielane narzędzie po kilka dolarów. Było to 20 lat przed nazywaniem tego urządzenia aerograf. W 1881 roku bracia Liberty & Charles Walkup z Rockford (USA) kupili patent od Abnera Peelera za 700 dolarów. Bracia Walkup ulepszyli “Dozownik Malarski” o kontrolowaną, podwójną funkcję głównego przycisku, który dozował niezależnie powietrze i farbę. I tak w 1883 roku bracia Walkup założyli “The Rockford Manufacturing Co.”, gdzie nadano całej dziedzinie związanej z “Dozownikiem Malarskim” nazwę Airbrush. Po sześciu miesiącach zmieniono nazwę na „The Airbrush Manufacturing Company”.
Odtąd airbrush zaczyna swoje istnienie jako nowa technika malarska i w roku 1889 stomatolog Charles Burdick, z zamiłowania akwarelista, postanowił użyć tego urządzenia do malowania swoich prac. Wraz ze swym przyjacielem, laryngologiem, doktorem Allanem DeVilbiss, wpadli na pomysł zastosowania “Dozownika Malarskiego” w medycynie. Urządzenie pełniło funkcję atomizera do podawania lekarstw przy chorobach gardła. Allan DeVilbiss opatentował pierwszy atomizer, oparty na ciśnieniu powietrza tzw. spray. Burdick natomiast, zamieniając lekarstwo na farbę, intensywnie używał wynalazku do malowania swoich akwareli. Jednym z pierwszych szkiców były portrety doktora DeVilbiss. Obaj pracowali nad udoskonaleniem narzędzia. Burdick nadał mu bardziej podłużny kształt i wszelkie mechanizmy starał się zmieścić w zwartym, poręcznym korpusie o kształcie cygara. Bracia Walkup od 1882 roku zaczęli prace nad narzędziem do użytkowego malowania natryskowego. Było to związane z kontaktami z Ford Motor Company, gdzie specjalista narzędziowy Dawid Weller pracował nad technologią pokrywania karoserii samochodowych nowymi farbami. Do roku 1891 firma braci Walkup pracowała równolegle nad dwoma urządzeniami; przyszłym aerografem i prototypem pistoletu natryskowego. Powstała działająca niespełna trzy lata “The Illinois Art School”, gdzie studenci malarstwa mogli nauczyć się posługiwania aerografem.
Pomysł przedostał się do Europy. W roku 1891 pojawiła się inna, zainteresowana urządzeniem firma “Thayer & Chandler”, która wraz z Charlesem Burdickiem i Allanem DeVilbisem pracowała nad dalszym rozwojem narzędzia. Opracowano niewiarygodnie funkcjonalny model, dopasowany ergonomicznie do dłoni malującego. Spust główny uruchamiano palcem wskazującym, a dysza podawała okrągły i równomierny strumień farby. “Dozownik Malarski” nazwano ostatecznie aerografem i zaprezentowano go jako rewelację w Londynie. W 1893 roku “Walkup’s Airbrush Manufacturing Company” i “Thayer and Chandler” wzięli udział w wielkiej “Wystawie Światowej” w Chicago „Columbian Exposition”. Wystawa trwała pół roku, zwiedziło ją 21 milionów ludzi. Jako pierwsze w Europie firmy produkujące aerografy były: “Fountain Brush Company” i “Aerograph Company Ltd.”. Właściciel “World Airbrush Company” Olaus C. Wold opracował ostateczny mechanizm działania aerografu. W 1904 roku powstała znana do dziś marka “The Paasche Airbrush Company”. Dopiero w 1917 roku aerograf rozpoczyna swoją artystyczną przygodę. Wybitny amerykański malarz Man Ray (1890-1977) jako jeden z pierwszych, tworzył część prac w technice airbrush. Tutaj skończyła się historia aerografu jako narzędzia, a rozpoczęła się historia jego zastosowania.
Od lat trzydziestych plastycy używali aerografu do ilustrowania książek, czasopism i projektowania plakatów. W tym czasie wiodący producenci aerografu tworzyli całe zaplecze akcesoriów potrzebnych do jego stosowania; farby, kompresory, przewody powietrza, statywy, szablony, materiały maskujące. Powstał rynek serwisu i części zastępczych. W 1963 roku powstała w Chicago słynna do dziś “Badger Airbrush Company”. Po II wojnie światowej, jeszcze w latach 40., airbrush znalazł swoje miejsce w rozwijającej się kinematografii. Malowano scenografie i rekwizyty filmowe, intensywnie stosowano tę technikę w filmach science-fiction. Oprócz scen teatralnych techniki tej używano w świecie bajek, zabawek i do dekorowania miejsc rozrywki. Najważniejszą jednak rolę airbrush pełnił w reklamie. Wykonywano plakaty, ilustracje prasowe, techniczne, przekroje maszyn i urządzeń. Wielkie obrazy reklamowe umieszczano, tak jak dzisiaj, w centrach miast, na ulicach i na pojazdach. Zadania te były zawsze powierzane najlepszym malarzom, grafikom i zapomnianym już dzisiaj specjalistom liternictwa.